# Maria Ana da Baviera (1805–1877)
Maria Ana Leopoldina Isabel Guilhermina da Baviera (em alemão: Maria Anna Leopoldine Elisabeth Wilhelmine von Bayern; Munique, 27 de janeiro de 1805 — Wachwitz, 13 de setembro de 1877) foi esposa do rei Frederico Augusto II e Rainha Consorte da Saxônia de 1836 até 1854.

## Biografia
Maria Ana era a quarta filha do rei Maximiliano I José da Baviera e de sua segunda esposa, Carolina de Baden. Sua irmã gêmea foi a futura arquiduquesa Sofia da Baviera, mãe do imperador Francisco José I da Áustria e do imperador Maximiliano do México.
Em 24 de abril de 1833, em Dresden, ela casou-se com o príncipe herdeiro da Saxônia, mais tarde Frederico Augusto II. O irmão de seu marido, o príncipe João, era por sua vez casado com uma outra irmã de Maria Ana, Amália Augusta. O casal não teve filhos.
Em 1836, Frederico sucedeu seu tio, Antônio, como rei, falecendo em 1854.
Durante a grande fome de Erzgebirge e Vogtland na Saxónia em 1836, Maria Ana organizou o primeiro comitê de mulheres para ajudar os famintos, titulado "Frauenvereinsanstalt der obererzgebirgischen und vogtländischen Frauenvereine", mais tarde em 1859 nomeado "Zentralausschuß der obererzgebirgischen und vogtländischen Frauenvereine" que existiu até 1932. Em 1855 ela construiu a capela Gedächtniskapelle. Mariana é conhecida como correspondente da autora Ida de Hahn-Hahn.
Maria Ana Leopoldina faleceu em 1877 aos 72 anos em Wachwitz.